# Queensland Cup
 (février 2025).
La Queensland Cup, appelée pour des raisons de partenariats la Intrust Super Cup, est la principale compétition de rugby à XIII du Queensland et est considérée comme la seconde plus importante compétition de rugby à XIII australien, après la National Rugby League. 
Ce championnat est créé en 1996 et remplace officiellement la Brisbane Rugby League premiership en 1998. La compétition a changé plusieurs fois d'appellation au cours de son histoire, au gré des différents sponsors : D'abord  Channel Nine Cup (1996-1998), puis Bundy Gold Cup (2000-2002), ensuite  Queensland Wizard Cup (2005-2008) et enfin Intrust Super Cup à compter de 2010.
À partir de 2014, la compétition s'étend à des équipes non-australiennes. Une équipe de Papouasie-Nouvelle-Guinée est intégrée en 2014,  l'intégration d'une équipe francophone océanienne étant prévue en 2023.

## Les équipes actuelles
| Équipe                    | Stade                            | Ville          | Fondation | Championnats | Affiliation NRL          |
| ------------------------- | -------------------------------- | -------------- | --------- | ------------ | ------------------------ |
| Burleigh Bears            | Pizzey Park                      | Gold Coast     | 1934      | 3            | Gold Coast Titans        |
| Central Queensland Capras | Browne Park                      | Rockhampton    | 1996      | Aucun        | Brisbane Broncos         |
| Eastern Suburbs Tigers    | Langlands Park                   | Brisbane       | 1917      | 8            | Melbourne Storm          |
| Mackay Cutters            | Virgin Australia Stadium, Mackay | Mackay         | 2007      | Aucun        | North Queensland Cowboys |
| Ipswich Jets              | North Ipswich Reserve            | Ispwich        | 1982      | 1            | Gold Coast Titans        |
| Northern Pride            | Barlow Park                      | Cairns         | 2007      | 2            | North Queensland Cowboys |
| Northern Suburbs Devils   | Bishop Park                      | Brisbane       | 1933      | 1            | Brisbane Broncos         |
| Papua New Guinea Hunters  | Lloyd Robson Oval                | Port Moresby   | 2014      | Aucun        | Aucun                    |
| Redcliffe Dolphins        | Dolphin Oval                     | Redcliffe      | 1947      | 5            | Brisbane Broncos         |
| Souths Logan Magpies      | Davies Park                      | Brisbane       | 1918      | 1            | Canberra Raiders         |
| Sunshine Coast Falcons    | Stockland Park                   | Sunshine Coast | 1996      | 1            | Melbourne Storm          |
| Townsville Blakhawks      | Jack Manski Oval                 | Townsville     | 2015      | Aucun        | North Queensland Cowboys |
| Tweed Heads Seagulls      | Piggabeen Sports                 | Gold Coast     | 1909      | 1            | Gold Coast Titans        |
| Wynnum Manly Seagulls     | Kougari Oval                     | Brisbane       | 1951      | 2            | Brisbane Broncos         |

## Histoire

### Avant la Queensland Cup
De 1920 à 1990, le Brisbane Rugby League premiership était la plus importante compétition de rugby à XIII du Queensland. Chaque district de Brisbane avait sa propre équipe. Le championnat était très populaire et avait une excellente couverture médiatique dans le Queensland, éclipsant le NSWRL Premiership.

### Le déclin de la BRL premiership
Ce déclin est dû à l'exode des meilleurs joueurs queenslanders vers le NSWRL premiership. En 1987, la NSWRL donne son accord pour qu'une équipe basée à Brisbane joue la Winfield Cup. En 1988, les Brisbane Broncos font leur entrée dans le championnat d'élite de la NSW. Les meilleurs joueurs de la BRL premiership, comme Wally Lewis, Allan Langer ou Gene Miles signent en faveur des Broncos. Le public de Brisbane soutient leur nouvelle équipe bien que les traditionalistes continuent à soutenir les clubs de la BRL premiership.
Après l'entrée des Broncos en Winfield Cup, la BRL premiership est devenu un championnat secondaire. Les équipes, en difficulté financière, fusionnent ou disparaissent.

### L'avènement de la Queensland Cup
En 1996, est créée la Queensland Cup. Cette dernière est disputée entre différents clubs répartis cette fois dans toutes les régions du Queensland et plus seulement à Brisbane et sa banlieue. Un club est même basé en dehors de l'état, en Papouasie-Nouvelle-Guinée. Dès la deuxième saison, certains clubs basés dans les régions plus reculées, au nord notamment, doivent pourtant renoncer. En 2008, une nouvelle expansion vers le nord est expérimentée avec le retour de clubs à Cairns et Mackay. Globalement, le niveau de succès a augmenté depuis 1996, mais n'est jamais revenu au niveau qu'il était avant l'apparition des Brisbane Broncos. Dans les années qui viennent, une nouvelle expansion pourrait avoir lieu, avec l'admission d'un club venant de l'Australie occidentale et le retour d'une équipe de Papouasie-Nouvelle-Guinée.

## Palmarès
- 1996 : Toowoomba Clydesdales
- 1997 : Redcliffe Dolphins
- 1998 : Norths Devils
- 1999 : Burleigh Bears
- 2000 : Redcliffe Dolphins
- 2001 : Toowoomba Clydesdales
- 2002 : Redcliffe Dolphins
- 2003 : Redcliffe Dolphins
- 2004 : Burleigh Bears
- 2005 : North Queensland Young Guns
- 2006 : Redcliffe Dolphins
- 2007 : Tweed Heads Seagulls
- 2008 : Souths Logan Magpies
- 2009 : Sunshine Coast Sea Eagles
- 2010 : Northern Pride RLFC
- 2011 : Wynnum Manly Seagulls
- 2012 : Wynnum Manly Seagulls
- 2013 : Mackay Cutters
- 2014 : Northern Pride
- 2015 : Ipswich Jets
- 2016 : Burleigh Bears
- 2017 : PNG Hunters
- 2018 : Redcliffe Dolphins
- 2019 : Burleigh Bears